# Viola banksii
Viola banksii är en violväxtart som beskrevs av K.R.Thiele och Prober. Viola banksii ingår i släktet violer, och familjen violväxter. Inga underarter finns listade i Catalogue of Life.

## Bildgalleri

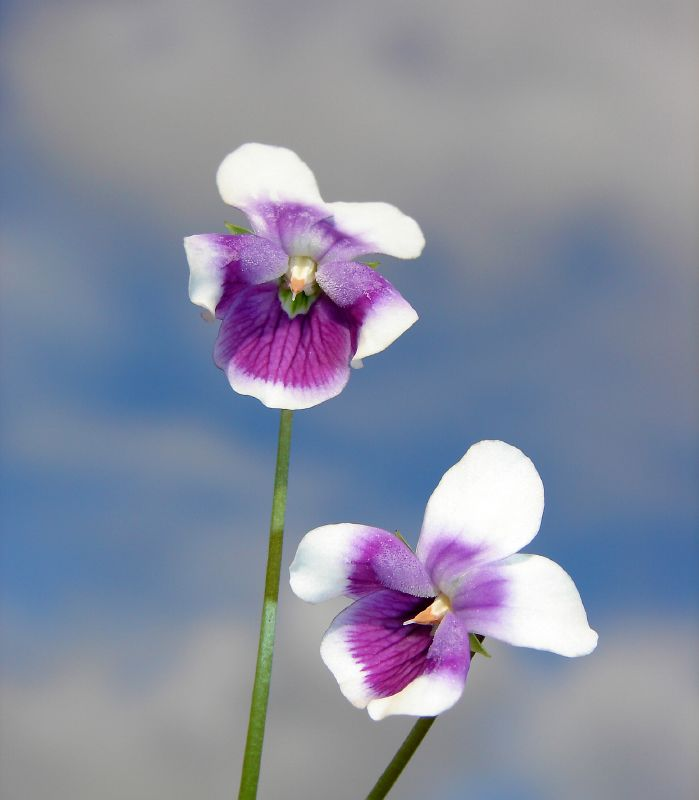
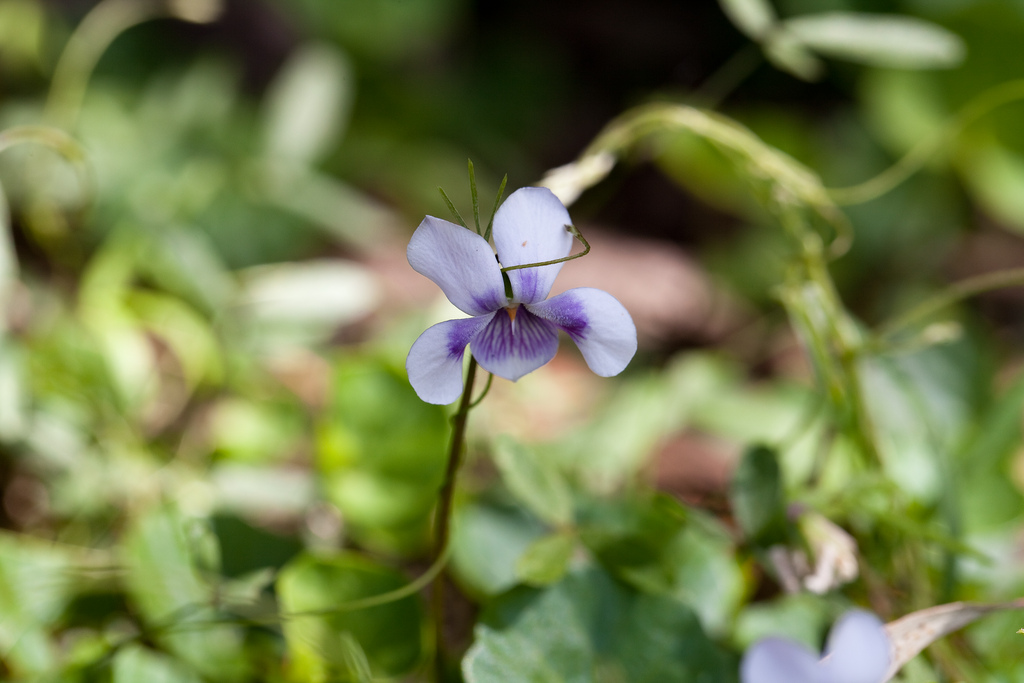
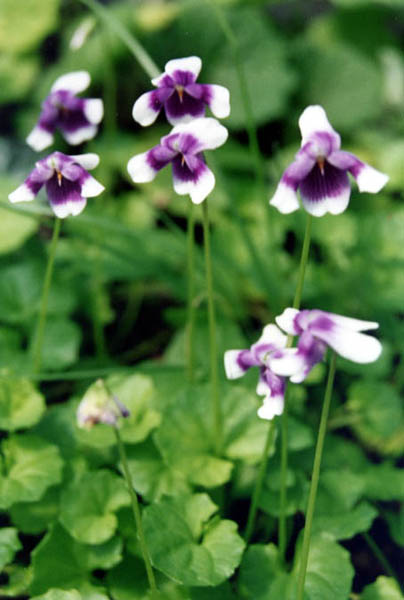
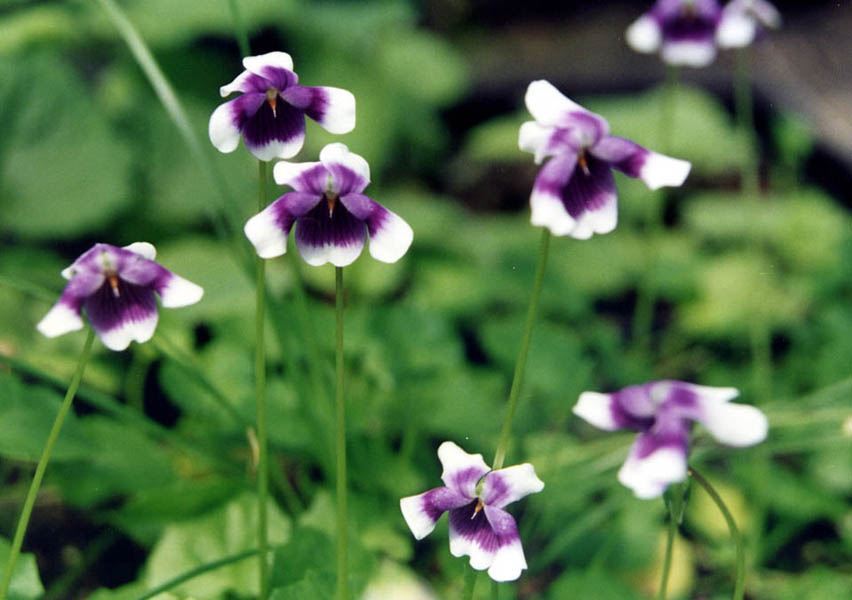
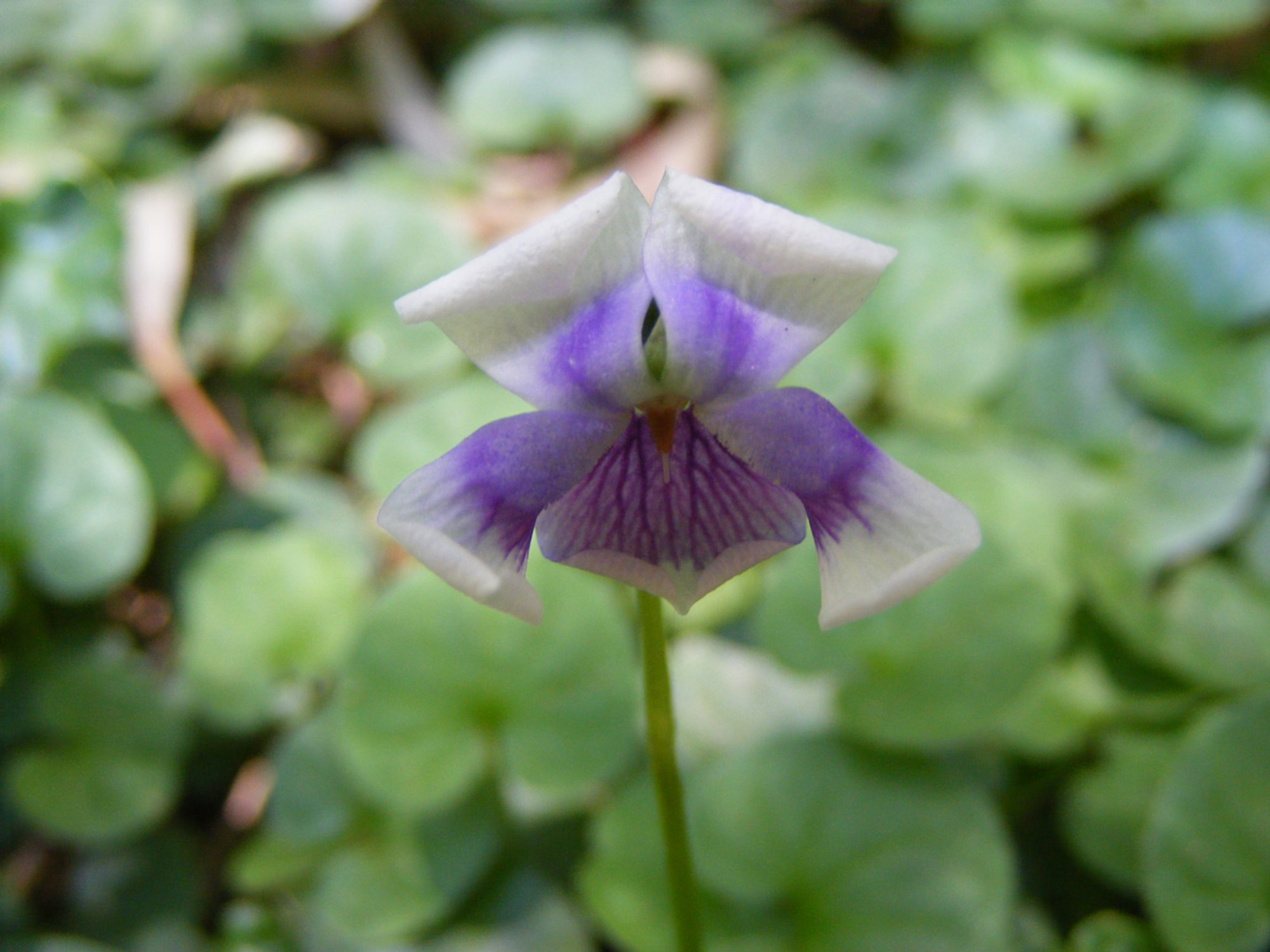
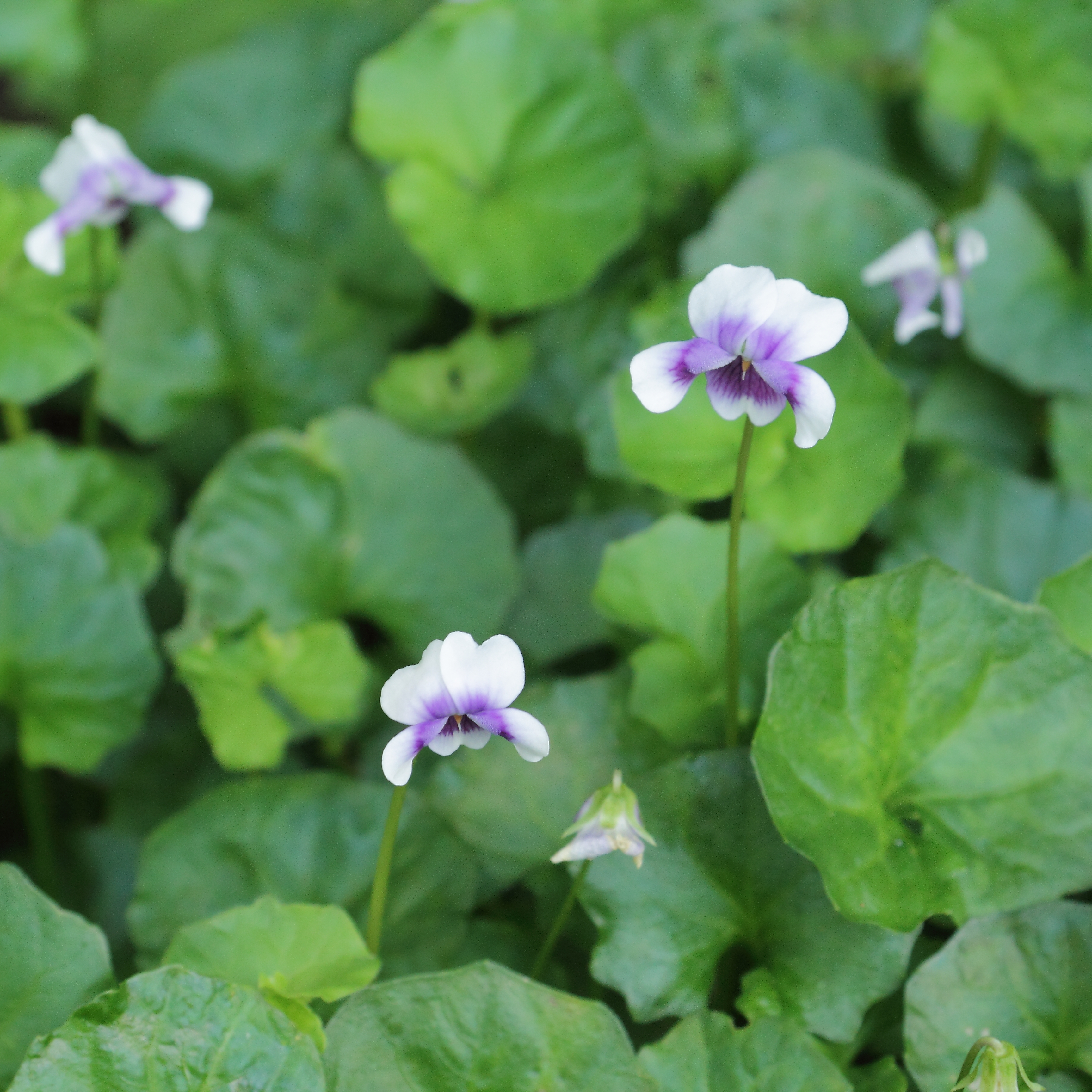